# ダリエン地峡

パナマ・コロンビア国境にまたがるダリエン地峡の地図

ダリエン地峡（ダリエンちきょう、西: Tapón del Darién、英: Darién Gap）、もしくはダリエン・ギャップは、北アメリカ大陸と南アメリカ大陸とをつなぐ地峡部分で、南アメリカ大陸に最も近い区間である。中央アメリカのパナマのダリエン県と南アメリカのコロンビアのチョコ県北部に掛かる21世紀初頭で開発があまり及んでいない沼地や熱帯雨林が残る地帯である。南北アメリカ大陸を縦断するパン・アメリカン・ハイウェイは、パナマのヤビサからコロンビアのトゥルボまで106kmが未開通で、この区間は建設費用と環境負荷が非常に多く政治的合意がない。
地峡部のコロンビア側は、アトラト川のデルタ地帯が大勢を占めて低平な沼沢地が80km広がり大半は沼地である。バウド山脈がコロンビアの太平洋岸に沿ってパナマまで延びる。パナマ側は対照的に、60mの谷床から最高1,845m（ダリエン山脈）に達する山がちな熱帯雨林地帯である。

## パン・アメリカン・ハイウェイ

ダリエン地峡およびヤビサ・トゥルボ間の道路不通区間

パン・アメリカン・ハイウェイは北・中央・南アメリカを貫く総延長30,000kmに及ぶ道路で、ダリエン地峡は唯一の例外（未通区間）となっている。南アメリカ側は北緯08度05分24秒 西経76度43分12秒 / 北緯8.09000度 西経76.72000度付近コロンビアのトゥルボで途切れ、パナマ側は北緯08度09分00秒 西経77度41分24秒 / 北緯8.15000度 西経77.69000度付近ヤビサの街が終点となっている。この間は直線距離にして約100kmに及ぶ。
パン・アメリカン・ハイウェイにおける不通区間を補完する試みは、何十年も続けられた。1971年にアメリカ合衆国の資金援助で建設計画が始まったが、1974年に環境活動家が懸念を示して頓挫した。1992年に再度道路建設の取り組みが立ち上がったが、1994年に国連の調査機関が道路やそれに伴う開発が環境に多大な悪影響を与えるだろうと報告した。引き合いに出された理由の1つとして、ダリエン地峡が中北米への畜牛の感染症拡大を防いできたことが挙げられている。中北米は1954年以来口蹄疫が確認されておらず、少なくとも1970年代まではこのことがダリエン地峡への道路接続を防ぐ重大な要因であった。エンベラ・ウォウナーン族とクナ族も、道路建設によって自分たちの文化が侵食されることに懸念を示していた。
多くの人々、団体、先住民および政府が、ダリエン地峡部のハイウェイ接続に反対している。 反対の理由には、熱帯雨林の保護・熱帯病の蔓延の封じ込め・域内先住民の生活の保護・麻薬密売とそれに伴う紛争の防止、口蹄疫の北米への侵入防止などが挙げられる。 ヤビサまでのハイウェイの延長は、過去10年にハイウェイ沿線部の深刻な森林破壊を招いた。
バイオ・パシフィコの調査で提案された選択肢の1つは、既存のパナマ側の道路を延長し、コロンビアからパナマの新たなフェリーターミナルへ短いフェリー航路を接続することである。この方法では、こうした環境上の問題をほとんど悪化させることなくハイウェイを完成させることができる。もう1つの案は、橋とトンネルを組み合わせて環境への負荷が大きい地域を避けるものである。

## 地峡の内部

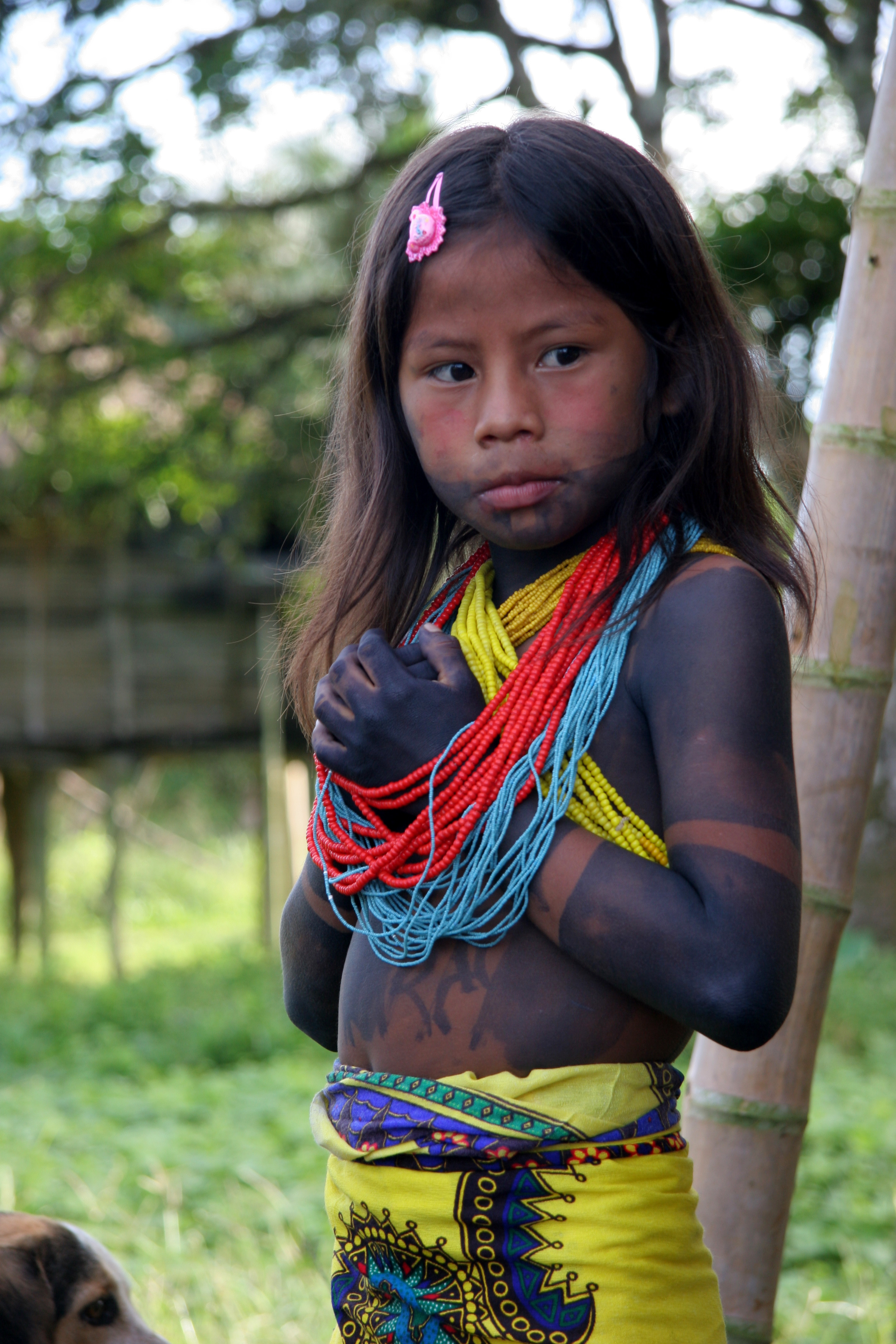
エンブラ族の少女（ダリエン県）

### 民族
ダリエン地峡はエンベラ・ウォウナーン族とクナ族の居住地（かつ16世紀のスペイン人による民族撲滅以前のクエバ族の故地）である。移動は一般にピラグア（丸木舟）で行われる。パナマ側では、ラ・パルマが県都かつ主要な文化の中心地となっている。他のメスティソの集住地にはヤビサやエル・レアルがある。ダリエン地峡には1980年時点で1700人の人口が報告されている。トウモロコシ・キャッサバ・プランテン・バナナがどのような土地にも育つ主食作物である。

### 天然資源
ダリエン地峡内には2つの大きな国立公園が存在する。パナマのダリエン国立公園とコロンビアのロス・カティオス国立公園である。ダリエン地峡の森林は以前はケドレラやマホガニーに覆われていたが、こうした樹木は伐採された。
ダリエン国立公園はおよそ5,790km2の広がりを持ち、1980年に制定された。これは中米では最大の国立公園である。

## ダリエン地峡の横断

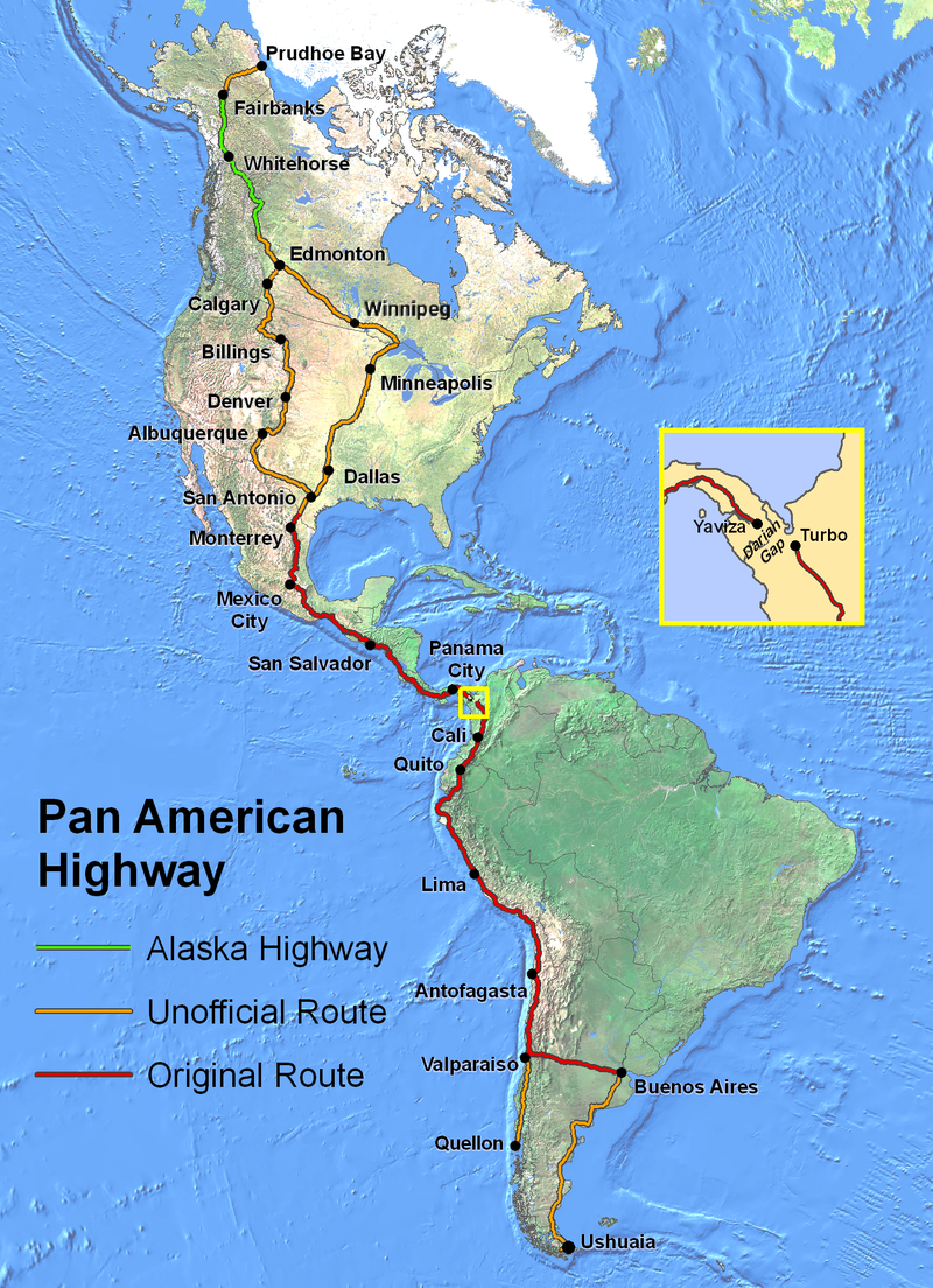
パン・アメリカン・ハイウェイ

大陸間の縦断旅行を試みる場合、オフロード車で地峡を渡ることもできる。独立後初めてのダリエン地峡の探検は、スミソニアン協会などの大きなスポンサーの後援を受けた1924～25年のマーシュ探検隊であった。
地峡を車で渡った最初の縦断者は、1959 - 60年のトランス・ダリエン探検隊によるラ・クカラチャ・カリニョーサ (La Cucaracha Cariñosa) と名付けられたランドローバーとジープであった。これにパナマのアマド・アラウスと妻レイナ・トレス・デ・アラウス、イギリスの元特殊空挺部隊員リチャード・E・ベヴィル、オーストラリア人技師のテレンス・ジョン・ウィットフィールドが乗っていた。隊は1960年2月にパナマのシェポを出発し、平均時速201mで136日を費やし、同年6月17日にコロンビアのキブドに到着した。彼らは広大なアトラト川をかなりの距離遡上した。
1960年2月には冒険家のダニー・リスカが、アラスカからアルゼンチンへのオートバイでの旅行の途上に、ダリエン地峡をパナマからコロンビア方面へ通り抜けようと試みた。リスカはオートバイの放棄を余儀なくされ、ボートと船で地峡を縦断した。1961年に3台のシボレー・コルヴェアと数台のサポート車のチームがパナマを出発した。109日後、彼らはコロンビア国境に至ったとき、1台はジャングルに打ち捨てられ、コルヴェアは2台となっていた。これは普通四輪乗用車による初めての横断であった。この冒険の様子はジャム・ハンディ・プロダクションの映画とAutomobile Quarterly誌の記事に掲載された。
全区間自動車による初めての横断はローレン・アプトンとパティ・マーシャーが1985 - 87年にかけてCJ-5 ジープで行ったもので、741日間で201kmを走行した。この横断記録は1992年のギネスブックに記録されている。エド・カルバーソンはダリエン地峡のルート案を含むパン・アメリカン・ハイウェイ全長を、オートバイBMW R80G/Sによってたどった最初の人物であった。
伝道者アーサー・ブレシットは1979年、12フィート（3.65m）の木製の十字架を背負って地峡を横断し、キリスト教の「世界で最も長い巡礼」の1つとしてギネス世界記録に認められた。ブレシットはマチェテとリュックサック1つ――中には水筒・ハンモック・聖書・メモ帳・レモンドロップと、イエスが「Smile! God Loves you」と言っているブレシット直筆のステッカーが入っていた――を携えて旅行した。彼の冒険譚は、自著のThe Crossおよび同名の全編映画の中で語られている。

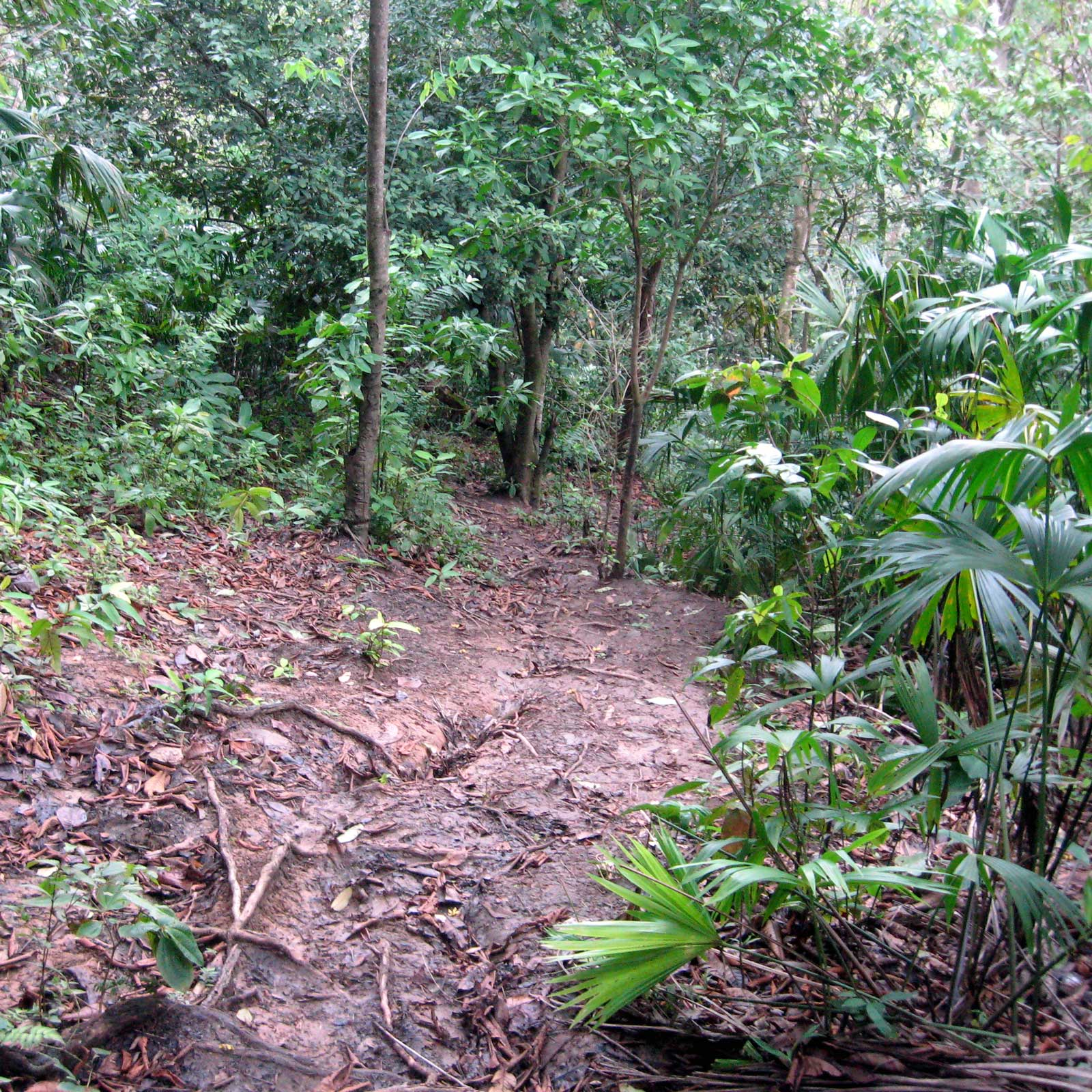
コロンビア側、パナマ国境近くのジャングルの小径

ダリエン地峡のほとんどの横断記録は、パナマからコロンビアへ向かうものであった。1961年7月にカール・アドラー、ジェームズ・ワース、ジョセフ・ベリーナの3人の大学生が、サン・ミゲル湾からパリタ湾側のプエルト・オバルディア（コロンビア国境付近）に渡り、最終的にサン・ブラス県（現在のクナ・ヤラ自治県）のムラトゥプに向かった。この横断旅行はトゥイラ川・チュクナケ川・トゥケサ川とダリエン山脈を通って、バナナボートとピラクア、徒歩で行われた。
1985年に慈善団体ラレー・プロジェクト（1989年にラレー・インターナショナルに発展）が、地峡を海岸伝いに越える遠征を後援した。彼らのルートは上述の1961年の経路に似ていたが、ダリエン山脈のカレドニア湾からメンブリージョ川・チュクナケ川を通過してヤビサに至る、概ね1513年のバルボアによる遠征ルートをたどるものであった。
2013年現在、ダリエン地峡の東岸側のルートは比較的安全になっている。これは、ウラバ湾のトゥルボ～カプルガナ間を船で渡り、海岸をサプスロへ進んだのち、そこからパナマのラ・ミエルまで歩くルートである。 地峡内陸部のルートはいずれも多大な危険を伴う。CBSのジャーナリスト、アダム・ヤマグチは2017年6月、コロンビアからダリエン地峡を経てパナマへの9日間にわたって難民を案内する越境請負業者を撮影した。
アフリカからの移民は、アメリカに移住する手段としてダリエン地峡を越境することが知られている。このルートでは、エクアドル、中華人民共和国のビザポリシーを活用して入国し、徒歩で地峡を横断することになる。ジャーナリストのジェイソン・モトラフは、ダリエン地峡を渡る移民に関する彼の取材について、ナショナル・パブリック・ラジオの全国ネット番組「On Point」でインタビューを受けた。

## 武力衝突・誘拐

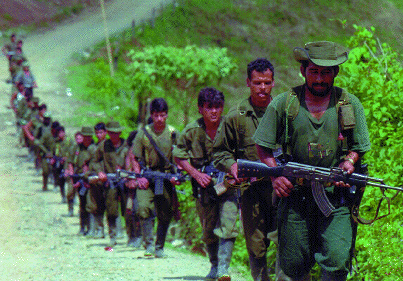
FARCの武装勢力（1998）

ダリエン地峡は、コロンビア政府に対する数十年もの反政府運動の中で暗殺や誘拐・人権侵害に与してきたコロンビア革命軍 (FARC) の根拠地・活動地である。FARCの反政府勢力は、国境を挟んでパナマ・コロンビアの両側に存在する。2000年にイギリスの旅行者トム・ハート・ダイクとポール・ウィンダーは、ダイクが情熱を注ぐランの採集中にダリエン地峡でFARCと思われるゲリラに誘拐された。 2人は9か月間拘束されて死の恐怖に脅かされ続け、身代金の支払いを待たずに無傷で釈放された。ダイクとウィンダーは、著作The Cloud Gardenとテレビ番組Locked Up Abroadのエピソードで経験を語っている。
ダリエン地峡の他の政治的被害にあった人物としては、1993年にパナマ側のプクロから姿を消した3人のニュー・トライブス・ミッションの宣教師が挙げられる。
2003年には、ナショナル・ジオグラフィック・アドベンチャー誌の仕事で来ていたロバート・ヤング・ペルトンと2人の随行者が、親政府系の準軍組織コロンビア自衛軍連合に拘束され、大々的に報道された。
2013年5月から、ダリエン地方のロス・カティオス国立公園とカカリカ川流域の周辺でコロンビアの新準軍組織の活動が非常に活発になっていると報告された。 2013年、スウェーデンのバックパッカー、ヤン・フィリップ・ブラウニシュは、カカリカ川流域を経由してパナマに徒歩で渡ろうとコロンビアのリオスシオから出た後、この地域で消息を絶った。 彼の遺骸は2015年6月に発見され、頭部への銃撃で死亡したことが判明した。FARCは彼を外国のスパイと誤認して殺害したことを認めた。